# Looking for Space
Looking for Space è una canzone del 1975 scritta e cantata dal cantautore statunitense John Denver. Estratta come singolo dall'album Windsong del novembre 1975, raggiunse la posizione n. 29 nella Billboard Hot 100 nell'aprile 1976.

## Tematiche
L'autore descrisse alla rivista Billboard il concetto alla base della canzone: "E' una ricerca della definizione che abbiamo di noi stessi, per scoprire chi siamo non solo fisicamente ma mentalmente ed emotivamente" ("It's about looking for the definition of who you are, by finding out where you are, not only physically, but mentally and emotionally.")
Denver accreditò come fonte di ispirazione della canzone la sua formazione presso il seminario di guida interiore Erhard Seminars Training. Denver ha dedicato questa canzone a Werner Erhard, il fondatore del Seminario, il quale l'ha utilizzata spesso come colonna sonora dello stesso

### Popolarità in Italia
La canzone ha avuto un certo successo al momento dell'uscita negli USA ma ha vissuto poi un ritorno di popolarità nel 1987, quando fu scelta come colonna sonora principale di Limbo, l'ultimo episodio della settima stagione della serie televisiva Magnum, PI.
La canzone si sente in vari momenti della puntata e, nella sua interezza, negli ultimi minuti di un episodio che era stato originariamente pensato per essere l'ultimo della fortunata serie. In Italia la conoscenza della canzone - e del suo autore - si deve in gran parte a questa circostanza.